# Maurisu Selatan
Maurisu Selatan is een bestuurslaag in het regentschap Timor Tengah Utara van de provincie Oost-Nusa Tenggara, Indonesië. Maurisu Selatan telt 508 inwoners (volkstelling 2010).